# Hyposmocoma inflexa
Hyposmocoma inflexa — вид моли эндемичного гавайского рода Hyposmocoma.

## Распространение
Встречается на острове Мауи в районе Халеакала.